# Milan Sokoloff
Milan Sokoloff, auch Milan Sokolovic (* März 1884 in Zagreb, Kroatien, † nach 1928) war ein kroatischer Pianist und Musikpädagoge.

## Leben und Wirken
Milan Sokoloff war ein Sohn von Carl Sokoloff und erhielt seine pianistische Ausbildung von 1905 bis 1909 bei Martha Remmert an der Franz-Liszt-Akademie Berlin, wo er vermutlich 1907 erstmals öffentlich auftrat. Er trat daraufhin in Halle und in Leipzig auf. Anschließend konzertierte er auf Remmerts Vermittlung in den USA, und arbeitete dort auch als Musiklehrer.
Im Dezember 1909 wanderte er nach Amerika aus. Während der Schiffspassagen machte er unterschiedliche Angaben zu seinem Alter. In einer Urkunde von 1911 gab er als Geburtsdatum März 1884 an. Bei der Auswanderung waren der Geiger Louis Persinger und der Sänger Alexander Savine in seiner Begleitung.  Am 15. Dezember 1908 wurde Sokoloff in St. Albans in Vermont registriert.
Das Archiv der University of Manitoba in Kanada verzeichnet an der Imperial Academy of Music and Arts ein Konzert der Fakultät im Royal Alexander Hotel im Januar 1909, bei dem Sokoloff, Louis Persinger, Alexander Savine und der Flötist George Soeller mitwirkten. Im Census von Canada 1911 wurde Sokoloff, noch ledig, unter der Adresse Manitoba, Winnipeg, District 24/12, Asserborne Nr. 321 geführt. Gemäß einer Passagierliste vom 17. Oktober 1911 reiste er mit dem Schiff Kaiser Wilhelm II. von Kanada nach New York City.
Sokoloff erhielt 1928 den Bachelor of Laws an der University of Manitoba. Über seinen weiteren Lebenslauf ist bisher nichts bekannt.
Eine seiner Schülerinnen war die ab 1911 in Winnipeg bekannt gewordene Freda Simonson.

## Rezeption
Im Jahr 1913 schrieb eine kanadische Musikzeitschrift: „Es gibt keinen besseren Pianisten als Milan Sokoloff in dem weiten Herrschaftsgebiet von Canada. Er war einige Jahre ansässig in Winnipeg und sein musikalischer Wert sticht so sehr hervor, dass er mehr Schüler hat als dass er etwas mit ihnen anfangen könnte. Am Montag den 17. März gab er einen Klavierabend in der Trinity Hall und präsentierte ein Programm klassischer Arbeiten mit diesem außergewöhnlich technischem Können, für das er im ganzen Westen berühmt ist, gesteigert durch sein künstlerisches Temperament.“